# Aglio bianco polesano
L'Aglio bianco polesano  è la denominazione di un ortaggio a bulbo della specie Allium sativum L., ottenuto a partire da ecotipi locali nonché dalla varietà Avorio e prodotto tradizionalmente nella zona del Polesine, nel Veneto.
Dal novembre 2009, a livello europeo, la denominazione «Aglio Bianco Polesano» è stata riconosciuta denominazione di origine protetta (DOP).

## Descrizione
Si tratta di un aglio con bulbo di forma rotondeggiante regolare con un leggero appiattimento della parte basale, di colore bianco brillante. Il bulbo è costituito da un numero di bulbilli che sono perfettamente adiacenti l'uno con l'altro a formare una struttura compatta. Le sue tuniche hanno colorazione rosata nella parte concava e bianca in quella convessa.
Venduto allo stato secco, può essere commercializzato nei formati: trecce, treccioni, grappoli, grappoloni, confezioni e sacchi.

## Area geografica
La zona geografica di produzione dell'aglio bianco polesano comprende il territorio di 29 comuni della provincia di Rovigo :  Adria, Arquà Polesine, Bosaro, Canaro, Canda, Castelguglielmo, Ceregnano, Costa di Rovigo, Crespino, Fiesso Umbertiano, Frassinelle Polesine, Fratta Polesine, Gavello, Guarda Veneta, Lendinara, Lusia, Occhiobello, Papozze, Pettorazza Grimani, Pincara, Polesella, Pontecchio Polesine, Rovigo, San Bellino, San Martino di Venezze, Villadose, Villamarzana, Villanova del Ghebbo e Villanova Marchesana.